# Station Poznań Antoninek
Station Poznań Antoninek is een spoorwegstation in de Poolse plaats Poznań.